# دوغ والتون (لاعب دوري الرغبي)
دوغ والتون (بالإنجليزية: Doug Walton)‏ هو لاعب دوري الرغبي بريطاني، ولد في 1946، وتوفي في 25 مايو 2012.